# Por donde pasa el silencio
Por donde pasa el silencio es una película española de drama de 2024, escrita y dirigida por Sandra Romero en su debut en el largometraje, basada en el corto homónimo de 2020 que coescribió con Antonio Araque y Emmanuel Medina. Araque y Medina protagonizan la película junto a los hermanos de Araque, Javier y María Araque. Tuvo su estreno mundial en el Festival Internacional de Cine de San Sebastián el 25 de septiembre de 2024, y luego se estrenó en cines españoles el 29 de noviembre de 2024, con distribución de BTeam Pictures.

## Trama
En medio de la Semana Santa andaluza, Antonio (Antonio Araque) se ve obligado a volver a Écija, desde Madrid, lugar donde reside. Su hermano mellizo, Javier (Javier Araque), necesita su ayuda. Con ese regreso a la casa familiar, Antonio transita la vida que dejó allí. Lo que no sabe es si necesitará quedarse para siempre o podrá retomar el camino que él ha elegido.

## Reparto
- Antonio Araque como Antonio
- Javier Araque como Javier
- María Araque como María
- Mona Martínez como la madre
- Nico Montoya como Manuel
- Emmanuel Medina como Emma
- Tamara Casellas como Tamara

## Producción
El 14 de febrero de 2023, se anunció que la directora Sandra Romero estaba buscando localizaciones en su ciudad natal Écija para el rodaje de su primer largometraje, el cual sería una expansión de su cortometraje de 2020 Por donde pasa el silencio. El 19 de abril de 2023, se anunció que el largometraje de Por donde pasa el silencio había comenzado su rodaje. El 10 de mayo de 2023, se confirmó que el reparto estaría formado por los hermanos Antonio, Javier y María Araque, junto a Mona Martínez, Nico Montoya, Emmanuel Medina y Tamara Casellas; Medina y Antonio Araque también protagonizaron el corto original y coescribieron su guion junto a Romero. El rodaje tuvo lugar durante seis semanas en Écija y Carmona.
Aunque el presupuesto completo de Por donde pasa el silencio se desconoce, la película recibió 800.000 euros procedentes de las ayudas generales del ICAA.

## Lanzamiento y marketing
En julio de 2024, se anunció que Por donde pasa el silencio tendría su estreno mundial en el Festival Internacional de Cine de San Sebastián el 25 de septiembre de 2024. El 26 de septiembre de 2024, un día después del estreno mundial de la película, BTeam Pictures lanzó su teaser tráiler y programó su estreno en cines para el 29 de noviembre de 2024.